# Макаров, Николай Павлович
Никола́й Па́влович Мака́ров (20 декабря 1887, Харьков — 1 октября 1980) — советский учёный, экономист-аграрник, профессор МГУ, доктор экономических наук.

## Биография
Родился 20 декабря 1886 года в Харькове в семье служащего.
В 1911 году окончил экономическое отделение юридического факультета Московского университета. Был оставлен при кафедре экономики для подготовки к профессорскому званию, которую вскоре покинул в знак протеста против нарушения автономии университета министром просвещения Л. А. Кассо. В 1914—1918 годах заведовал кафедрой политической экономии и статистики Воронежского сельскохозяйственного института; за работу «Крестьянское хозяйство и его эволюция» удостоен звания профессора (1918).
После Февральской революции 1917 года стал членом распорядительного комитета Лиги аграрных реформ, в мае был избран членом Совета Главного земельного комитета. С декабря 1918 года — товарищ председателя президиума Совета объединенной сельскохозяйственной кооперации (Сельскосовета). В 1919—1920 годах — профессор МГУ и Московского кооперативного института. Летом 1920 года выезжал в заграничную командировку для ознакомления с опытом организации и технологий сельскохозяйственного производства США и Западной Европы.
С 1924 года — профессор, затем декан экономического факультета Московской сельскохозяйственной академии им. К. А. Тимирязева, член президиума Земплана Наркомзема РСФСР. Принадлежал к организационно-производственной школе. Участвовал в бюджетных обследованиях, в выработке их методологии, занимался историей кооперации, собрал значительный материал по экономике крестьянского хозяйства. Участвовал в работе над «пятилеткой Кондратьева». Выступал за форсированное развитие сельского хозяйства как базы индустриализации и экономического подъёма страны в условиях нэпа.
В 1930 году был репрессирован. После освобождения работал в 1935—1947 годах агрономом, плановиком совхоза и МТС. Участник антифашистского подполья. С 1948 года — профессор Ворошиловградского сельскохозяйственного института, затем — Всесоюзного сельскохозяйственного института заочного образования (1955—1973).
Автор учебника «Организация социалистических сельскохозяйственных предприятий» (1963) и др.
Жил в московском посёлке «Сокол» по адресу: улица Поленова, 15.
Умер 1 октября 1980 года в Москве. В 1987 году был реабилитирован.

## Семья
- Вавилова, Лидия Ивановна (1893—1914) — первая супруга. Микробиолог, родная сестра генетика и селекционера Н. И. Вавилова. Скончалась от оспы, которой заразилась во время экспедиции.
- Кречман, Алла Юльевна (1894—1986) — вторая супруга. Русская советская писательница и переводчица[3].